# Tofta församling, Lunds stift
Tofta församling var en församling i Lunds stift och i Landskrona kommun. Församlingen uppgick 2005 i Asmundtorp-Tofta församling.

## Administrativ historik
Församlingen har medeltida ursprung. .
Församlingen var till 2005 annexförsamling i pastoratet Asmundtorp och Tofta. Församlingen uppgick 2005 i Asmundtorp-Tofta församling.

## Kyrkor
- Tofta kyrka